# Riviera Beach (Flórida)
Riviera Beach é uma cidade localizada no estado americano da Flórida, no condado de Palm Beach. Foi incorporada em 1923.

## Geografia
De acordo com o United States Census Bureau, a cidade tem uma área de 26,5 km², onde 22,1 km² estão cobertos por terra e 4,4 km² por água.

### Localidades na vizinhança
O diagrama seguinte representa as localidades num raio de 8 km ao redor de Riviera Beach.

## Demografia
Segundo o censo nacional de 2010, a sua população é de 32 488 habitantes e sua densidade populacional é de 1 470,54 hab/km². Possui 17 124 residências, que resulta em uma densidade de 775,1 residências/km².